# Streblocera
Streblocera is een geslacht van schildwespen (Braconidae).
De wetenschappelijke naam werd gepubliceerd door John Obadiah Westwood in 1833, samen met die van de typesoort, Streblocera fulviceps.

## Soorten
Tot dit geslacht behoren overwegend tropische soorten. De indeling is overwegend gebaseerd op de vorm van de voelsprieten.
De volgende soorten worden tot dit geslacht gerekend:
- Streblocera adusta Chou, 1990
- Streblocera aethiopica de Saeger, 1942
- Streblocera affinis Belokobylskij, 1987
- Streblocera aglaia Wang, 1993
- Streblocera amplissima Chou, 1990
- Streblocera antennata Jakimavicius, 1973
- Streblocera bredoi de Saeger, 1942
- Streblocera burgeoni de Saeger, 1942
  - Streblocera burgeoni nigriterga de Saeger, 1942
- Streblocera carinata Belokobylskij, 1987
- Streblocera cerva de Saeger, 1946
- Streblocera chaoi You & Zhou, 1993
- Streblocera chiuae Chou, 1990
- Streblocera cornigera de Saeger, 1946
- Streblocera cornis Chen & van Achterberg, 1997
- Streblocera cornuta Chao, 1964
- Streblocera curta Chou, 1990
- Streblocera curvata Belokobylskij, 2000
- Streblocera curviclava de Saeger, 1946
- Streblocera dayuensis Wang, 1983
- Streblocera debellata Papp, 1985
- Streblocera denticulata de Saeger, 1946
- Streblocera dentiscapa Belokobylskij, 1987
- Streblocera destituta Chou, 1990
- Streblocera distincta Chen & van Achterberg, 1997
- Streblocera ekphora Chao, 1993
- Streblocera emarginata Chou, 1990
- Streblocera emeiensis Wang, 1981
- Streblocera flava You & Xiong, 1988
- Streblocera flaviceps (Marshall, 1898)
- Streblocera fulviceps Westwood, 1833
- Streblocera galinae Belokobylskij, 1987
- Streblocera garleppi (Enderlein, 1912)
- Streblocera gibba de Saeger, 1946
- Streblocera gigantea Chen & van Achterberg, 1997
- Streblocera guangxiensis You & Zhou, 1988
- Streblocera hefengensis Wang, 1993
- Streblocera hei You & Xiao, 1993
- Streblocera helvenaca Chou, 1990
- Streblocera hikoensis Belokobylskij, 2000
- Streblocera himalayica Belokobylskij, 2000
- Streblocera hsiufui You, 1999
- Streblocera immensa Chou, 1990
- Streblocera insperata Turner, 1922
- Streblocera janus Chen & van Achterberg, 1997
- Streblocera jezoensis Belokobylskij, 2000
- Streblocera kenchingi Chou, 1990
- Streblocera lalashanensis Chou, 1990
- Streblocera latibrocha Chou, 1990
- Streblocera latiscapa Belokobylskij, 2000
- Streblocera levis Granger, 1949
- Streblocera liboensis Chen & He, 2002
- Streblocera lienhuachihensis Chou, 1990
- Streblocera linearata Chen & van Achterberg, 1997
- Streblocera lini Chou, 1990
- Streblocera longiscapha Westwood, 1882
- Streblocera macroscapa (Ruthe, 1856)
- Streblocera major Belokobylskij, 1987
- Streblocera meifengensis Chou, 1990
- Streblocera moholeei Ku, 1997
- Streblocera monocera de Saeger, 1946
- Streblocera monticola Belokobylskij, 2000
- Streblocera nantouensis Chou, 1990
- Streblocera nigra Chou, 1990
- Streblocera nigrithoracica Watanabe, 1937
- Streblocera nocturnalis Ku, 1997
- Streblocera obtusa Chen & van Achterberg, 1997
- Streblocera octava Chou, 1990
- Streblocera okadai Watanabe, 1942
- Streblocera olivera Quicke & Purvis, 2001
- Streblocera opima Chou, 1990
- Streblocera panda Chou, 1990
- Streblocera parva de Saeger, 1946
- Streblocera pila Belokobylskij, 2000
- Streblocera piliscapa de Saeger, 1946
- Streblocera planicornis Chen & He, 2000
- Streblocera planispina Belokobylskij & Ku, 1998
- Streblocera primotina Chou, 1990
- Streblocera quinaria Chou, 1990
- Streblocera rhinoceros Belokobylskij, 2000
- Streblocera romanica Lacatusu, 1967
- Streblocera serrata Granger, 1949
- Streblocera shaowuensis Chao, 1964
- Streblocera sichuanensis Wang, 1986
- Streblocera silvicola Ku, 1997
- Streblocera spasskensis Belokobylskij, 2000
- Streblocera spiniscapa de Saeger, 1949
- Streblocera sungkangensis Chou, 1990
- Streblocera tachulaniana Chao, 1964
- Streblocera taiwanensis Chou, 1990
- Streblocera tayulingensis Chou, 1990
- Streblocera thayi Belokobylskij, 2000
- Streblocera triquetra Chou, 1990
- Streblocera tsuifengensis Chou, 1990
- Streblocera tungpuensis Chou, 1990
- Streblocera ussurica Belokobylskij, 1987
- Streblocera villosa Papp, 1985
- Streblocera xanthocarpa de Saeger, 1946
- Streblocera xianensis Wang, 1983